# Scutellaria scordiifolia
Scutellaria scordiifolia là một loài thực vật có hoa trong họ Hoa môi. Loài này được Fisch. ex Schrank miêu tả khoa học đầu tiên năm 1822.